# Hovenkampia
Hovenkampia, biljni rod iz porodice osladovki smješten u potporodicu Platycerioideae. Postoje 3 vrste endemične za Afriku. Vasques et al. (2017) rod tretiraju samo kao podrod roda Pyrrosia.
Rod je opisan u Molecular Phylogenetics and Evolution 114: 288. 2017.

## Vrste
1. Hovenkampia africana (Kunze) Li Bing Zhang & X.M.Zhou
2. Hovenkampia liebuschii (Hieron.) Li Bing Zhang & X.M.Zhou; tanzanijski endem
3. Hovenkampia schimperiana (Mett.) Li Bing Zhang & X.M.Zhou